# بري ووكر
بري ووكر (بالإنجليزية: Bree Walker)‏ هي إذاعية وممثلة أمريكية، ولدت في 26 فبراير 1953 في أوكلاند في الولايات المتحدة.

## وصلات خارجية
- الموقع الرسمي
- بري ووكر على موقع IMDb (الإنجليزية)
- بري ووكر على موقع قاعدة بيانات الفيلم (الإنجليزية)